# Воссоединение (Легенда о Корре)
«Воссоединение» (англ. Reunion) — седьмой эпизод четвёртого сезона американского мультсериала «Легенда о Корре».

## Сюжет
Корра и дети Тензина возвращаются в храм воздуха. Болин и Варик идут через лес к Республиканскому городу и угождают в ловушку, в сеть. Аватар встречается с Асами и Мако в ресторане, где с ними обедает царевич Ву. Мако узнаёт, что Корра писала Асами, а ему и Болину — нет, и обижается. Асами рассказывает, что навещала отца в тюрьме, но Корра не думает, что ему можно доверять, и слегка ругается с подругой. Царевич идёт в туалет, и там его вырубает и похищает человек Кувиры. К Болину и Варику подходят люди, сбежавшие из лагерей Кувиры, которые и разместили сеть в лесу. Мако идёт проведать задерживающегося царевича и обнаруживает, что его нет. Корра замечает подозрительного типа и идёт к нему. Она замечает Ву в грузовике, и тот уезжает. Команда Аватара преследует его на машине, но когда догоняет, узнаёт, что царевича по пути уже пересадили в другой автомобиль. Корра прикасается к лианам и чувствует, что его везут на вокзал.
Беглецы ругаются с Болином и Вариком, но последние отвечают, что больше не служат Кувире. Вместе они решают идти к железной заставе. Корра рассказывает друзьям, что познакомилась с Тоф, и они прибывают на вокзал, ища царевича. Болин и Варик проводят новых товарищей через заставу, но солдаты узнают, что это предатели, и атакуют их. Варик видит своё изобретение и активирует его, чтобы отключить роботов. Болин помогает беглецам одолеть остальных солдат, и они скрываются. Корра чувствует, в каком поезде царевич, и они находят его, но сталкиваются с похитителями. Все сбираются на крыши вагонов и отбиваются от людей Кувиры. Корра спускает всех на землю с помощью магии воздуха. Друзья обнимаются, а затем Мако ведёт всех к особняку Асами, куда последняя приютила семью Мако и Болина. Их бабушка очень рада знакомству с царевичем. Варик и Болин отправляются по реке с беглецами на лодке. Тем временем армия Кувиры рубит лианы на болоте.

## Отзывы

Динамика оценок IGN к эпизодам 4 сезона мультсериала

Макс Николсон из IGN поставил эпизоду оценку 7,9 из 10 и написал, что «чисто на визуальном уровне было здорово увидеть, как трое из команды Аватара снова сражаются вместе». Оливер Сава из The A.V. Club дал серии оценку «B+» и посчитал, что «„Воссоединение“ больше всего напоминает традиционный эпизод „Легенды о Корре“».
Майкл Маммано из Den of Geek вручил эпизоду 4 звезды из 5 и отметил, что «серия была плотной, но не ощущалась тяжёлой». Рецензент добавил, что «сюжет развивается плавно и органично, сохраняя динамику повествования и решая некоторые серьёзные проблемы с персонажами». Дэвид Гриффин из Screen Rant подчеркнул, что навыки Болина в магии лавы «значительно улучшились за последние три года с момента финала третьего сезона».
Главный редактор The Filtered Lens, Мэтт Доэрти, поставил эпизоду оценку «B+» и написал, что «„Воссоединение“ не было самой насыщенной серией, но дало нам очень реалистичное взаимодействие между членами команды Аватара, которого не хватало в Книге Четвёртой». Мордикай Кнод из Tor.com посчитал, что это был «забавный эпизод», и назвал Болина «звездой» этой серии. Мэтт Пэтчес из ScreenCrush похвалил Колина Хека за режиссуру в этом эпизоде.